# Satakunta och Österbottens lagsaga
Satakunta och Österbottens lagsaga var under åren 1511–1568 ett från Norrfinne lagsaga separat lagmansdöme.
Efter Henrik Bidz den yngres död 1506 sammankallade biskopen i Åbo Laurens Suurpää enligt lag och tradition ett möte i Nådendal för lagmansval i Norrfinne lagsaga. Mötet ställde Knut Eriksson på första plats, Didrik Hansson på andra plats och Johan Fleming på tredje plats. Alla tre hade tidigare varit domare inom Norrfinne lagsaga. Riksföreståndaren Svante Nilsson utsåg ändå Henrik Stensson (Finne, Renhuvud) år 1507 till lagman. År 1511 hade Henrik Stenssons ställning på något sätt rubbats, eftersom Knut Eriksson då begärde av riksföreståndaren att få den lagsaga som Henrik Stensson ”nu mister”. Resultatet blev att Norrfinne lagsaga delades så att Knut Eriksson blev lagman i Satakunta och Österbotten medan Henrik Stensson behöll resten. År 1568 återförenades lagsagorna.

## Lagmän i Satakunta och Österbottens lagsaga
- Knut Eriksson 1511–1535
- Jöns Knutsson Kurck den äldre 1535–1560, 1565–1568